# Котелинское сельское поселение
Коте́линское се́льское поселе́ние — муниципальное образование в Кадомском районе Рязанской области.

## Население
| 2010 | 2012 | 2013 | 2014 | 2015 | 2016 | 2017 |
| ---- | ---- | ---- | ---- | ---- | ---- | ---- |
| 840  | ↘791 | ↘755 | ↘723 | ↘692 | ↘656 | ↘652 |
| 2018 | 2019 | 2020 | 2021 |      |      |      |
| ↘636 | ↘611 | ↘595 | ↘594 |      |      |      |

## Административное устройство
Границы сельского поселения определяются законом Рязанской области от 07.10.2004 № 80-ОЗ.
В состав сельского поселения входят 29 населённых пунктов
- Амплеевка (деревня) — 1[13]
- Болкино (деревня) — 0[13]
- Большая Пановка (деревня) — 0[13]
- Вознесеновка (деревня) — 4[13]
- Гунаевка (деревня) — 0[13]
- Давыдовка (посёлок) — 0[13]
- Дарьино (посёлок) — 342[13]
- Ивановка (деревня) — 24[13]
- Котелино (село, административный центр) — 175[13]
- Криковка (деревня) — 1[13]
- Кутуевка (деревня) — 0[13]
- Липляйка (деревня) — 0[13]
- Малая Пановка (деревня) — 8[13]
- Нижне-Никольск (деревня) — 53[13]
- Новая Галаховка (деревня) — 0[13]
- Новое Высокое (деревня) — 0[13]
- Новое Панино (деревня) — 0[13]
- Панская (деревня) — 3[13]
- Петрикеевка (деревня) — 0[13]
- Петрослободка (деревня) — 3[13]
- Раковка (деревня) — 11[13]
- Симушка (деревня) — 0[13]
- Соловьяновка (село) — 25[13]
- Старая Галаховка (деревня) — 2[13]
- Старое Высокое (деревня) — 0[13]
- Старое Панино (деревня) — 0[13]
- Чермные (село) — 184[13]
- Шмелевка (деревня) — 2[13]
- Юзга (деревня) — 2[13]